# Aaron Klug
Aaron Klug, född 11 augusti 1926 i Želva i Litauen och uppvuxen i Sydafrika, död 20 november 2018 i Cambridge, var en brittisk molekylärbiolog. Han tilldelades Nobelpriset i kemi 1982
"för sin utveckling av kristallografisk elektronmikroskopi och sitt klarläggande av strukturen hos biologiskt viktiga nukleinsyra-proteinkomplex".
Med hjälp av kristallografisk elektronmikroskopi kartlade Klug den tredimensionella strukturen hos virus och DNA-protein-komplexen i cellens kromosomer.